# Вагонне депо

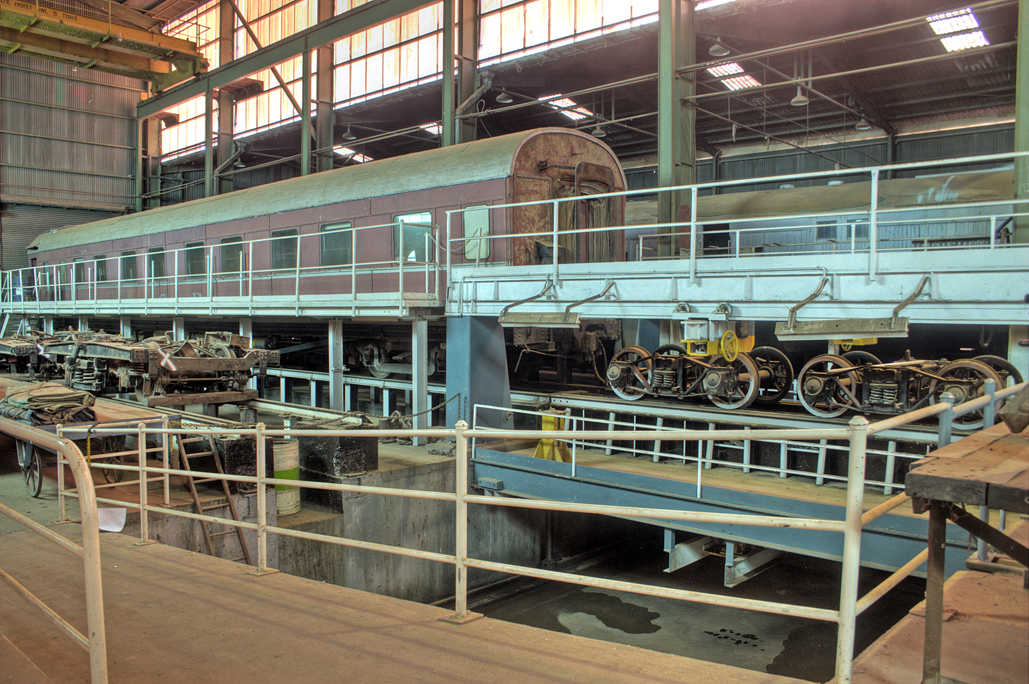

Вагонне депо — підприємство залізничного транспорту, створене для обслуговування та ремонту вагонів.
Вагонні депо бувають пасажирські та вантажні.
Пасажирські здійснюють поточний або капітально-відновлювальний ремонт, а також мийку та екіпірування пасажирських вагонів (підготовка води, постільної білизни та харчових продуктів для поточного рейсу).
Вантажні здійснюють поточні та капітально-відновлювальні ремонти вантажних вагонів, заміну колісних пар, а також підготовку вагонів до навантаження.
Депо будують на значних станціях, там, де формуються і звідки вирушають в дорогу вантажні та пасажирські потяги.